# انتون هی
انتون هی (اوکراینی: Антон Анатолійович Гай؛ زادهٔ ۲۵ فوریهٔ ۱۹۸۶) بازیکن فوتبال اهل اوکراین است.
از باشگاه‌هایی که در آن بازی کرده‌است می‌توان به باشگاه فوتبال ماریوپول، باشگاه فوتبال کپز، و باشگاه فوتبال متالورگ زاپروژیا اشاره کرد.
وی همچنین در تیم‌های ملی فوتبال بازی کرده‌است.